# August Rei
August Rei (Kõo, 22 marzo 1886 – Stoccolma, 29 marzo 1963) è stato un politico, giornalista e diplomatico estone.
Socialdemocratico, nacque nella località di Pilistvere Kõo, Contea di Viljandi, in quegli anni nel Governatorato della Livonia, una Gubernija dall'Impero russo.
Fu un menscevico estone, membro del Maapäev e Presidente dell'Assemblea costituente estone, dal 1917 al 1920
È stato il nono Primo Ministro e Riigivanem (Anziano dello Stato - Capo di Stato) dell'Estonia, dal 4 dicembre 1928 al 9 luglio 1929 ed ambasciatore in Unione Sovietica: dal 1938 al giugno 1940.
Durante l'occupazione sovietica dovette rifugiarsi in Svezia, da dove è stato poi facente funzione di Presidente dell' Estonia, in esilio dal 9 gennaio 1945 al 29 marzo 1963.

## Formazione
Rei studiò al ginnasio Imperatore Alessandro a Tartu, (che era la principale istituzione pubblica del Governatorato della Livonia), ma si diplomò al Liceo di Novgorod. Tra il 1904-1905 e il 1907-1911, frequentò la facoltà di Legge all'Università di San Pietroburgo.

## Gli esordi alla vita politica
Tra il 1905 e il 1907, Rei partecipò alla Rivoluzione Russa del 1905. Nel 1906, egli curò l'edizione clandestina del giornale estone Sotsiaaldemokraat (il Socialdemocratico), a Tallinn. Tra il 1912 ed il 1913, svolse la leva militare obbligatoria. Nel 1913-1914, lavorò come avvocato a Viljandi. Tra il 1914 e il 1917, Rei fu un ufficiale di artiglieria nella prima guerra mondiale, arruolato di stanza a San Pietroburgo.
Tra il 1917 e il 1918 fece parte delle unità dei Corpi d' Armata estone, che si formarono dopo la Rivoluzione Russa del 1917, su iniziativa di politici estoni, che conquistarono la possibilità di concentrare soldati di etnia estone.
Fu vicepresidente del Comitato Supremo dei Militari Estoni. Tra il 1917 e il 1919 collaborò come Capo redattore al giornale estone Sotssiaaldemokraat (il Socialdemocratico). Nel 1927 - 1928 fu il redattore del giornale Rahva Sona, (Parola della Gente).
Rei fu uno dei leader della fazione moderata del Movimento Social-Democratico dell'Estonia. Dal 1936 egli lavorò anche come avvocato e difese Ado Birk nel 1927. Ciò gli valse la laurea Ad-honorem in Legge all'Università di Tartu.
Ultimo ambasciatore dell'Estonia in Unione Sovietica, con l'avvento dell'occupazione sovietica nel 1940, dovette fuggire in Svezia.

## La Carriera
- Membro del Maapäev - 1917 - 1919
- Ministro del Lavoro e degli Affari Sociali del Governo Provvisorio dell'Estonia - Primo Ministro delegato - Ministro dell'Educazione delegato: 1919 -1920
- Presidente dell'Assemblea costituente dell'Estonia (in estone: Asutav Kogu) - 1919-1920
- Capo della Delegazione estone al Comitato per stabilire il confine tra l'Estonia e la Lettonia - 1923-1925
- Presidente del II Parlamento estone - 1925-1926
- Primo ministro dell'Estonia e Anziano Capo di Stato, in estone: Riigivanem: 4 dicembre 1928 - 9 luglio 1929
- Ministro degli Affari Esteri: 1932-1933
- Vice Ministro per gli Affari Esteri: 1936-1937
- Ambasciatore in Unione Sovietica: 1938-1940, riparò in Svezia, con l'occupazione sovietica dell'Estonia.
- Ministro degli Affari Esteri nel governo in esilio: 1944-1945
- Primo Anziano Ministro, facente funzione di Presidente della Repubblica dell'Estonia, in esilio: 9 gennaio 1945 - 29 marzo 1963

## Pubblicazioni letterarie
Rei scrisse e tradusse documenti socialisti in estone, e pubblico delle memorie.